# Doddighatta, Pandavapura
Doddighatta là một làng thuộc tehsil Pandavapura, huyện Mandya, bang Karnataka, Ấn Độ.